# كالوس مركزي (سررود الجنوبي)
کالوس مرکزي (بالفارسية: کالوس مرکزی) هي قرية تقع في إيران في قسم سررود الجنوبي الريفي. يقدر عدد سكانها بـ 295 نسمة بحسب إحصاء 2016.